# Сејшели на Летњим олимпијским играма 2024.
Сејшели је учествовао на Летњим олимпијским играма 2024. у Паризу од 26. јула до 11. августа 2024. Ово је десети узастопни наступ нације на Летњим олимпијским играма.

## Учесници по спортовима
| Спорт    | Мушкарци | Жене | Укупно |
| -------- | -------- | ---- | ------ |
| Атлетика | 1        | 0    | 1      |
| Пливање  | 1        | 1    | 2      |
| 2 спорта | 2        | 1    | 3      |

## Атлетика
| Атлетичарка  | Дисциплина     | Квалификације | Квалификације | Финале   | Финале  |
| Атлетичарка  | Дисциплина     | Резултат      | Пласман       | Резултат | Пласман |
| ------------ | -------------- | ------------- | ------------- | -------- | ------- |
| Дилан Сикобо | Мушкарци 100 м |               |               |          |         |

## Пливање
| Пливач(ица)   | Дисциплина              | Група   | Група   | Полуфинале       | Полуфинале       | Финале           | Финале           |
| Пливач(ица)   | Дисциплина              | Време   | Пласман | Време            | Пласман          | Време            | Пласман          |
| ------------- | ----------------------- | ------- | ------- | ---------------- | ---------------- | ---------------- | ---------------- |
| Симон Башман  | Мушкарци 200 м мешовито | 2:06.48 | 22      | Није се пласирао | Није се пласирао | Није се пласирао | Није се пласирао |
| Кема Елизабет | Жене, 50 м слободно     |         |         |                  |                  |                  |                  |